# Kalendarium powstania warszawskiego – 16 sierpnia

## 16 sierpnia, środa
W nocy dotarły do terenu Powązek pierwsze oddziały odsieczy przybyłe z Puszczy Kampinoskiej.
Niemcy zaczęli używać nowych pocisków o kalibrze 60 cm (jeden celny pocisk tego typu może zburzyć kamienicę); próbują zdobyć Państwową Wytwórnię Papierów Wartościowych, jednak ich ataki są skutecznie odpierane.
Żołnierze Kedywu zostają wyparci z ruin getta na Muranowie.
Zostaje wysadzona w powietrze przez niemieckich saperów pięciopiętrowa kamienica na ul. Przejazd (dziś ul. gen. Andersa), w której ginie poeta pokolenia Kolumbów – Tadeusz Gajcy ps. „Topornicki” wraz z przyjacielem, również poetą, Zdzisławem Stroińskim (ps. „Chmura”).
W szpitalu powstańczym na Starym Mieście zmarł z ran odniesionych 2 dni wcześniej kompozytor Roman Padlewski, żołnierz Brygady Dywersyjnej „Broda 53” w Zgrupowaniu „Radosław”.
Jak napisał tego dnia w swoim dzienniku powstaniec, Bronisław Troński, załamać się psychicznie naprawdę już nie było trudno. Szczególnie, kiedy widziało się ofiary, a nie widziało się konkretnej pomocy dla walczącej Warszawy.
Tego dnia jednak wszystko przyjmowaliśmy jakoś lżej, z większym optymizmem. Po alianckich zrzutkach niczego więcej ponad to, co dostaliśmy, nikt się nie spodziewał, bo, jak donosiło radio brytyjskie, „Lot do Warszawy – to lot po śmierć”. Myślami byliśmy raczej za Wisłą, znowu pełni oczekiwania.
Niemieckie radio Berlin nadaje po raz kolejny, fałszywą informację jakoby powstanie zostało „zlikwidowane”.
Poległ Eugeniusz Stasiecki ps. „Piotr Pomian” dowodząc natarciem dwóch plutonów w okolicy  ul. Stawki (getto). Pośmiertnie awansowany do stopnia kapitana ze starszeństwem z 15 sierpnia 1944.